# Jupiter LI
Jupiter LI, privremeno poznat kao S/2010 J1, prirodni Jupiterov satelit. Otkrili su ga Robert A. Jacobson, Marina Brozović, Brett Gladman i Mike Alexandersen 2010. Svoj stalni broj dobio je u ožujku 2015. Sada je poznato da kruži oko Jupitera na prosječnoj udaljenosti od 23,45 milijuna km, te mu treba 2,02 godine da završi orbitu oko Jupitera. Jupiter LI je oko 3 km širok. Član je grupe Carme. 
Mjesec je otkriven pomoću 200-inčnog (508 cm) teleskopa Hale u Kaliforniji.